# Бартол Франьїч
Бартол Франьїч (хорв. Bartol Franjić, нар. 14 січня 2000, Загреб) — хорватський футболіст, півзахисник німецького «Вольфсбурга», який на правах оренди грає за «Шахтар» (Донецьк). Виступав за юнацькі та молодіжну збірну Хорватії.

## Клубна кар'єра
Народився 14 січня 2000 року в місті Загреб. Вихованець футбольної школи клубу «Динамо» (Загреб). Виступав за юнацьку команду, де був капітнатом.
У дорослому футболі дебютував 2018 року виступами за його другу команду у другому за силою дивізіоні Хорватії. Із другої половини сезону 2019/20 почав залучатися до ігор головної команди загребського «Динамо» в елітному дивізіоні країни. Протягом наступних трьох років отримував дедалі більше ігрового часу і здобув три титули чемпіона Хорватії та два Кубка країни.
Влітку 2022 року уклав п'ятирічний контракт із «Вольфсбургом». Він дебютував за «Вольфсбург» 30 липня в матчі кубка проти «Карл Цейса» (0:1), а перший матч у Бундеслізі провів 3 вересня, коли «Вольфсбург» програв «Кельну» з рахунком 2:4. Протягом першого сезону в Німеччині додав до свого активу лише п'ять ігор у місцевій першості, тому у середині серпня 2023 року він був відданий в оренду на один сезон клубу «Дармштадт 98». Там Франьїч віддав 1 асист у 20 матчах, а його команда вилетіла з Бундесліги.
9 липня 2024 року Франїч був відданий в оренду донецькому «Шахтарю».

## Виступи за збірні
2015 року дебютував у складі юнацької збірної Хорватії (U-15), загалом на юнацькому рівні за команди різних вікових категорій взяв участь у 32 іграх, відзначившись двома забитими голами.
Із 2020 року залучався до складу молодіжної збірної Хорватії. На молодіжному рівні зіграв у 15 офіційних матчах, забив один гол. Влітку 2023 року поїхав у складі «молодіжки» на тогорічне молодіжне Євро, де виходив на поле у стартовому складі у всіх трьох іграх групового етапу, який хорватам не вдалося подолати.

## Титули і досягнення
- Чемпіон Хорватії (3):

«Динамо» (Загреб): 2019–2020, 2020–2021, 2021–2022
- Володар Кубка Хорватії (2):

«Динамо» (Загреб): 2019–2020, 2020–2021